# عبد الله بن محمد العربي بن أحمد بن عبد الله معن الأندلسي
عبد الله بن محمد العربي بن سيدي أحمد بن امحمد بن محمد بن عبد الله معن الأندلسي :
كان من السادة العارفين ،أخذ عن والده وعن جماعة من الشيوخ طريق التصوف ،وممن التقى به وانتفع به الشيخ التاودي بنسودة المري وكذا الشيخ أبو العباس سيدي أحمد التيجاني حيث حل عليه هذا الأخير بفاس وأخذ عنه واستبرك به, أرخ بعض المؤرخين لحياته ووفاته, ومنهم الشيخ سيدي علي برادة الفاسي الذي ذكره في كتابه جواهر المعاني ،فقال:
لقي بفاس -أعني سيدي أحمد التيجاني- الولي الصالح نجل العارف الرابح سيدي عبد الله بن سيدي العربي بن أحمد بن محمد ابن عبد الله معن الأندلسي, لقيه وتكلم معه في أمور ثم لما أراد أن يودعه دعا له بخير الدارين ،وآخر ما افترقا قال له : الله يأخذ بيدك ثلاثاً، توفي سنة ثمانية وثمانين ومائة وألف 1188هـ/ 1775م وغسلته بيدي وكفنته وجهزته وكانت له جنازة حافلة حضرها أعيان فاس من علمائها وفقرائها ورؤسائها وسادتها تعظيما لشأنه ونيلا لبركته وصلي عليه بقبره عند قبة آبائه وأجداده السادة العبدلاويون خارج باب الفتوح قرب قبة القطب الشهير سيدي يوسف الفاسي الفهري.